# Kremeniak

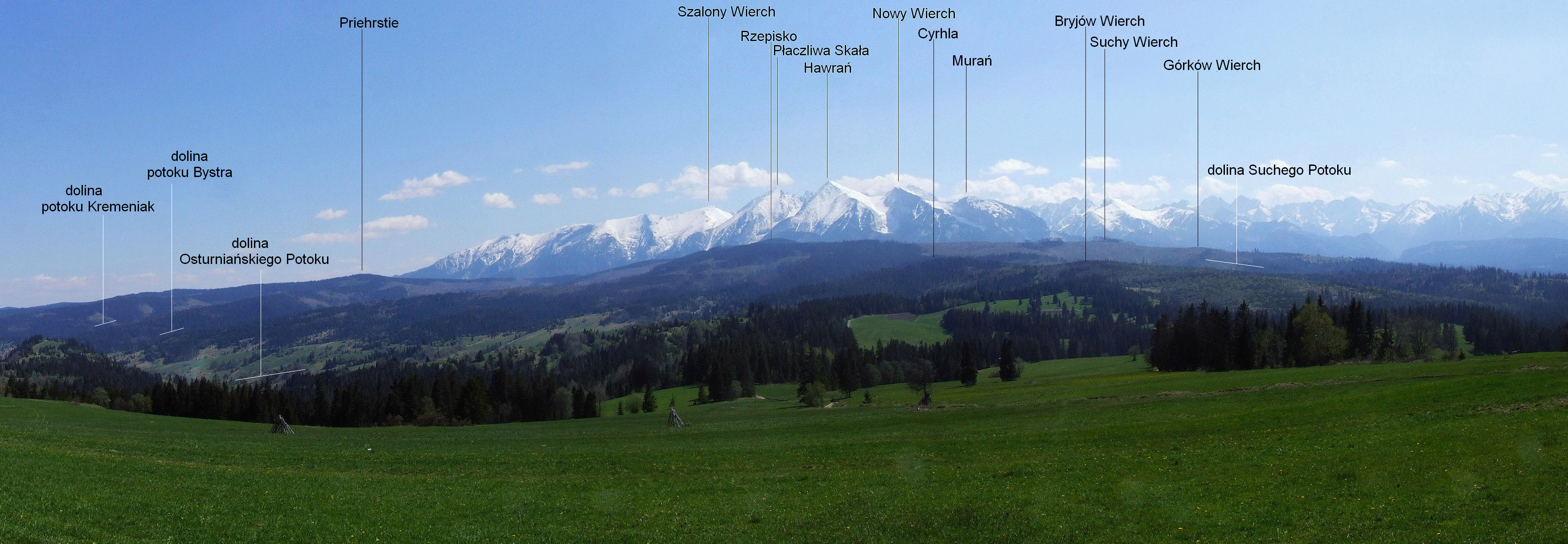
Widok na dolinę Kremeniaka z Przełęczy nad Łapszanką

Kremeniak – potok, prawy dopływ Osturniańskiego Potoku (Osturniansky potok) na Słowacji. Cała jego zlewnia znajduje się w obrębie miejscowości Osturnia.  Ma źródła na wysokości ok. 1050 m n.p.m. w dolinie wciosowej między północnymi grzbietami szczytów Prehrštie (1209 m) i Magurka (1193 m). Doliną między tymi grzbietami spływa w kierunku północnym. Na wysokości około 700 m łączy się Krulovskym potokiem. Tuż przed ujściem do niego znajduje się na Kremeniaku niewielki wodospad. Obydwa potoki jednym korytem spływają nadal na północ przecinają szosę wiodącą przez Osturnię i na wysokości około 680 m uchodzą do Osturniańskiego Potoku. Następuje to w miejscu o współrzędnych 49°20′19″N 20°14′57″E/49,338611 20,249167.
Niemal cała zlewnia Kremeniaka to porośnięte lasem obszary Magury Spiskiej. Tylko w dolnym odcinku potok wypływa na obszary pól uprawnych miejscowości Osturnia. Od miejsca połączenia się z Krulovskym potokiem nadal płynie przez pola uprawne i tylko ujście do Osturniańskiego Potoku znajduje się na zabudowanym obszarze Osturni (w pobliżu kościoła).
Na krótkim odcinku wzdłuż dolnego Kremeniaka prowadzi szlak turystyczny.

## Szlaki turystyczne
Osturnia – Mišku Kovaľa – rozdroże pod Magurką. 2 h, ↓ 1.35 h